# Compagnie de sécurisation et d'intervention
Pour les articles homonymes, voir CSI.
Les compagnies de sécurisation et d'intervention ou CSI, communément appelées compagnies de sécu ou CS, sont des unités de police urbaine dépendant du SDSS (Sous-direction des services spécialisés), laquelle est rattachée à la DSPAP (Direction de sécurité de proximité de l'agglomération parisienne), gérée par la Préfecture de Police de Paris.
La création de la première CS remonte à 2003 avec la CSI-75 et relancées en 2008 dans le but « de renforcer la sécurité dans les quartiers et la capitale ainsi que le renfort des collègues en cas de difficultés, avec la particularité d'être appelée en priorité afin d'intervenir sur toutes les violences urbaines ou événements à risques. Le travail consiste à sécuriser certains secteurs et faire de l'anti-criminalité en tout temps et à tout moment en cas de flagrant délit. »

## Organisation

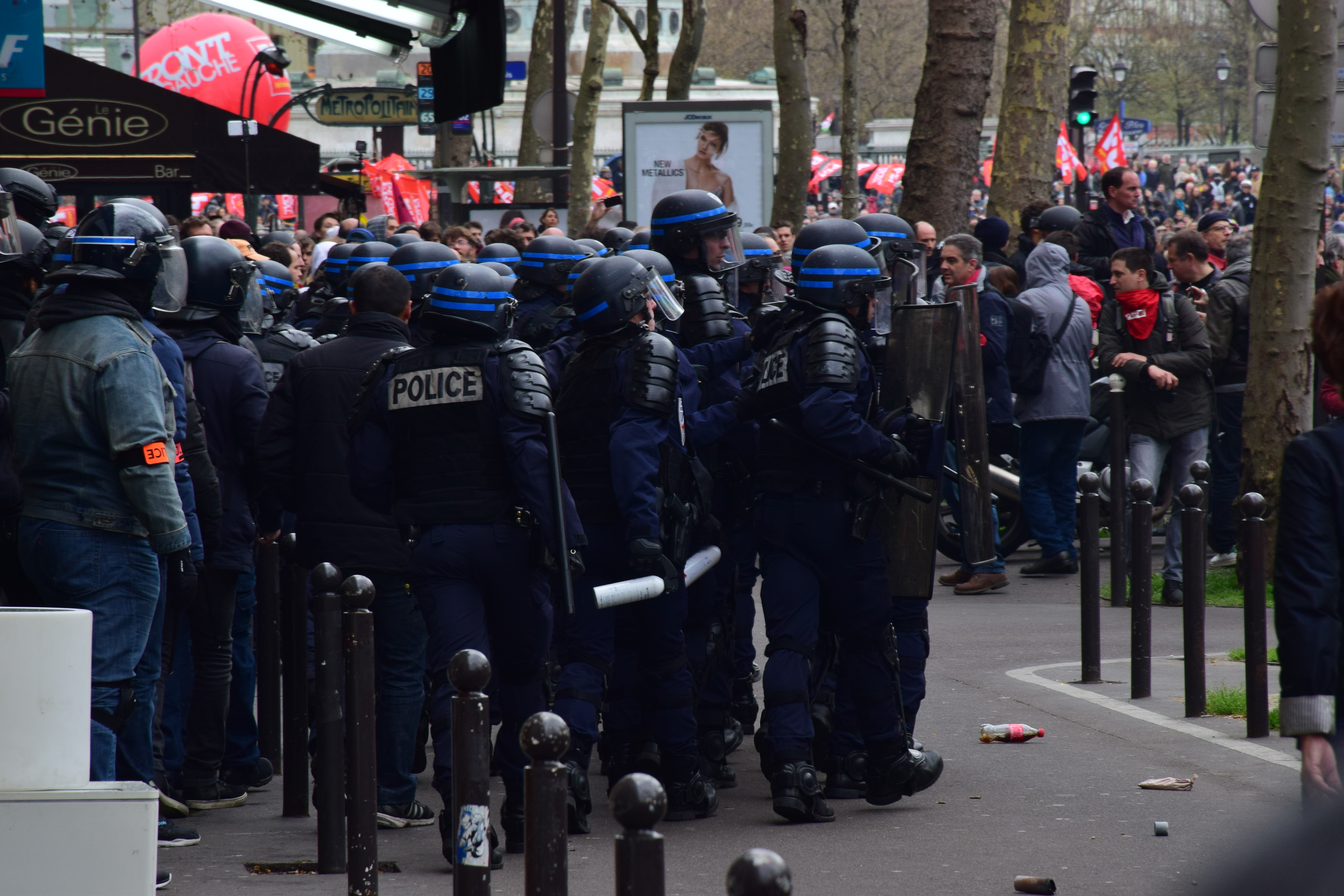
Policiers de la CSI (bande de casque bleu roi) en tenue de maintien de l'ordre à Paris en 2016

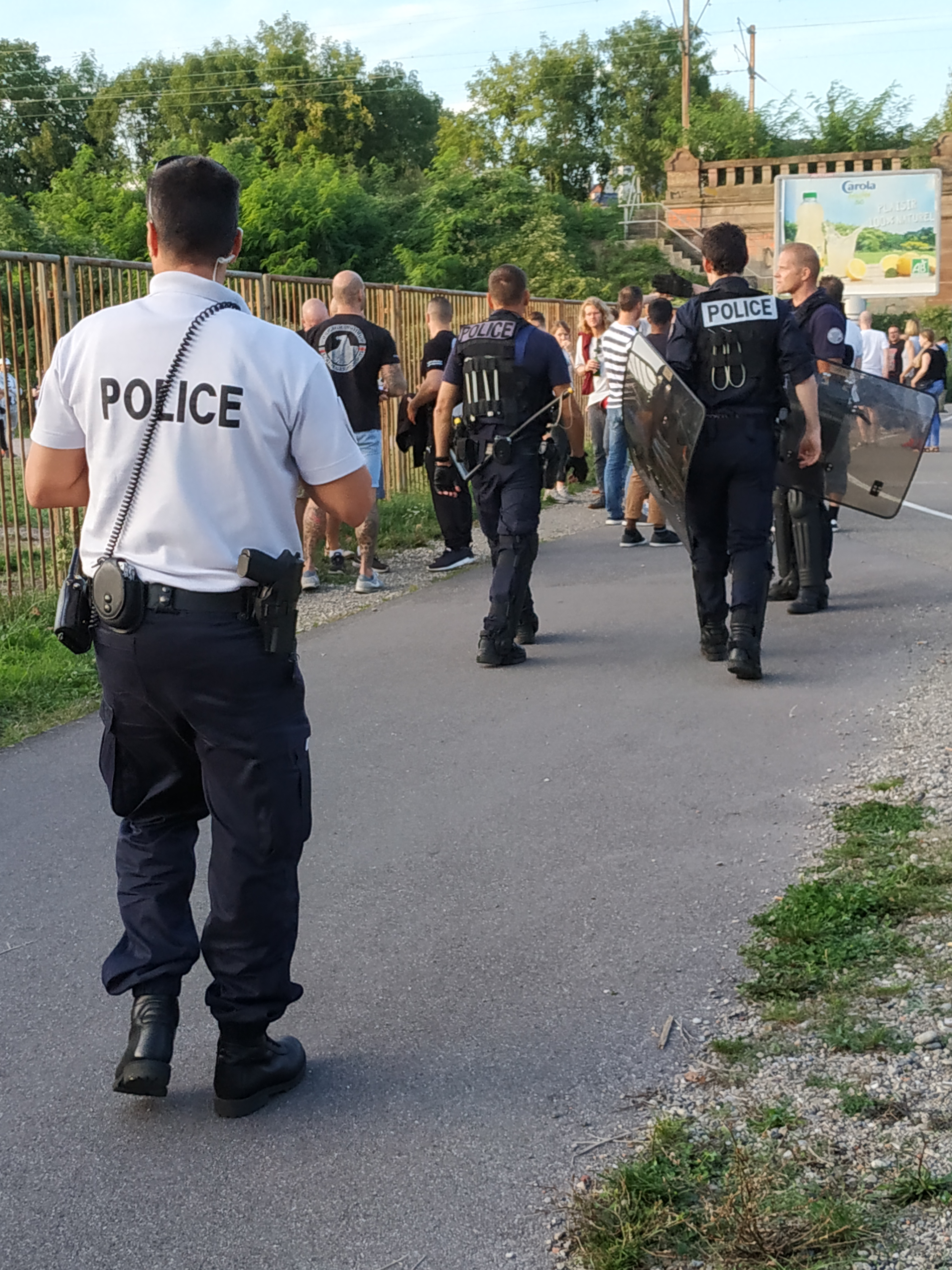
CSI en intervention à Strasbourg en 2019, sans casque. Au premier plan, un policier en uniforme standard

Une Compagnie de Sécurisation et d'Intervention est divisée en plusieurs unités :
- Unités tenues (chaque CSI se structure différemment, la CSI-75 possède 2 compagnies tenues partageant la même plage horaire, tandis que la 92 se structure en 2 sections tenues, plus petites donc, une le matin et une l'après-midi). Ces unités sont la base de la CSI patrouillant toute la journée luttant contre la criminalité et capable de fournir un soutien aux effectifs de commissariats, d'intervenir en priorité dans le cadre de violences urbaines, de tueries de masse (niveau 2 sur le schéma national d'intervention) ou d'interpellation à domicile.

Les groupe LAPI ne sont plus d'actualité, ce processus n'existant plus.
- Unités spécialisées composées : 
  - Groupe civil (dit "Delta", les effectifs opèrent en civil et possèdent des moyens techniques spécifiques qui leur permettent d'enquêter sur leur dossier d'initiative)
  - Groupe moto (travaillant en tenue et en civil, en moto sérigraphiées ou banalisées), les CSI-75, 93 et 94 possèdent déjà leur groupe moto, celle de la CSI-92 sera créée mi-2025
  - Groupe de Soutien Opérationnel (“GSO”) pour la CSI-75 et la CSI-92. Pas de GSO structurel pour la CSI-94 et CSI-93. Mais ces unités peuvent se constituer à la demande en colonne GSO, fournies alors par les sections tenues. Les GSO sont destinées à assister les services de police judiciaires (SAIP, BSU, BEI, URI, SIT, SD, GIR) pour les perquisitions et interpellations à domicile et plus récemment fournir un appui aux forces d'intervention (RAID, BRI)

## Localisation
Depuis la recente restructuration, les CS implantées dans les départements de province ont été renommées CI ou CDI, dont le travail et la structure diffère totalement des CSI de la préfecture de police de Paris.
En 2024 les actuelles CSI sont donc :
- CSI-75 (basée dans 17e arrondissement de Paris)
- CSI-92 (basée à Nanterre, Hauts-de-Seine)
- CSI-93 (basée à Aulnay-sous-Bois, Seine-Saint-Denis)[2],[3],[4],[5],[6]. Cette unité est plusieurs fois mise en cause pour ses dérives. En 2023, un juge d’instruction retient le caractère intentionnel du faux en écriture commis par cinq policiers de cette unité pour tenter de dissimuler les violences commises lors d'une arrestation 2019[7].
- CSI-94 (basée à Créteil, Val-de-Marne)

De leur côté, les anciennes CS sont renommées :
- CSI-77 (basée à Meaux, Vaux-le-Pénil et Chessy en Seine-et-Marne) devient CDI-77
- CSI-78 (basée à Limay, Yvelines), devient CDI-78
- CS-91 (basée à Grigny, Essonne), devient CDI-91
- CSI-95 (basée à Cergy, Val-d'Oise) devient CDI-95 (après avoir été appelée également USI en 2014)
- CSI-13 (basée à Marseille, Bouches-du-Rhône) sur le modèle d'une CDI, changera aussi de nom
- CSI-31 (basée à Toulouse) devient CI-Toulouse
- CSI-67 (basée à Strasbourg-Entzheim, Bas-Rhin) devient CI-Strasbourg

## Véhicules
Banalisés :
- Ford Mondeo
- Citroën C5 Aircross
- Seat Leon
- Skoda Kodiaq
- Skoda Octavia
- Peugeot 308
- Renault Clio

Sérigraphiés :
- Peugeot 5008
- Renault Grand Scenic
- Citroen Berlingo II
- Peugeot Partner

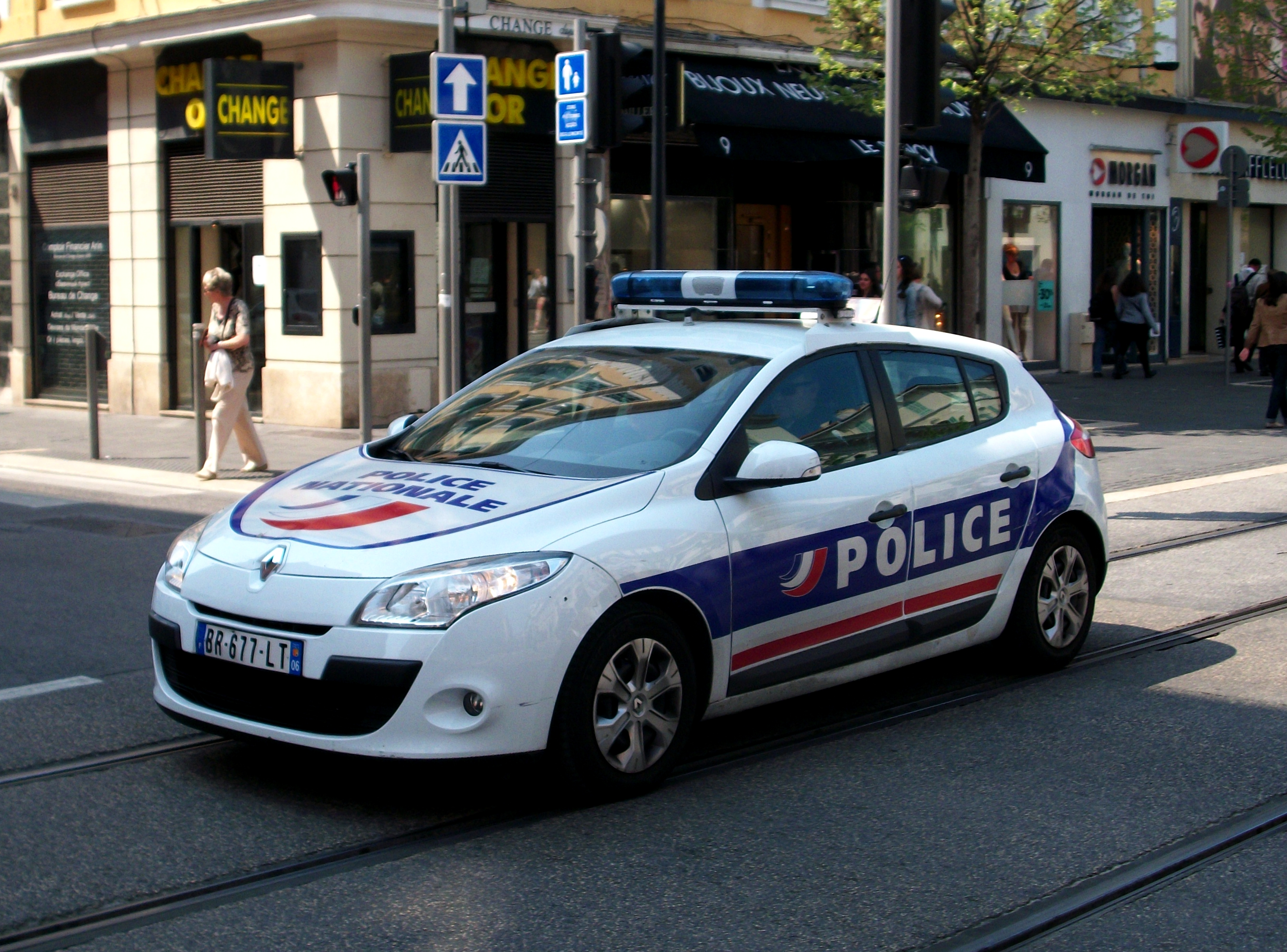
Renault Mégane III

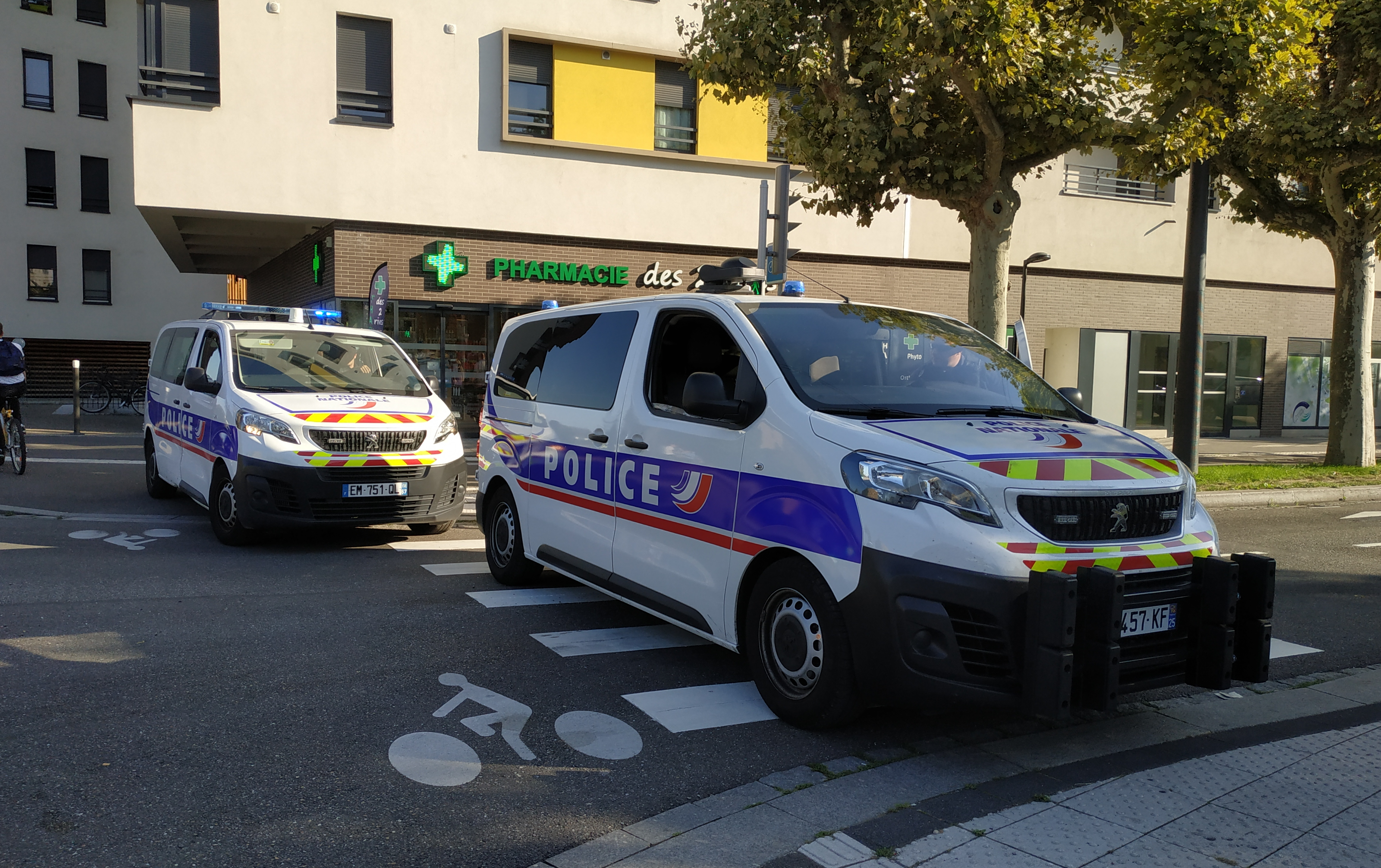
Peugeot Expert police nationale (en arrière) et en version CSI à Strasbourg, en 2019

- Ford Mondeo en berline et break sérigraphie CSI / BAC.
- Ford Galaxy sérigraphie CSI / BAC
- Renault Scénic
- Renault Trafic aménagé pour pouvoir transporter 4 à 5 fonctionnaires de Police et du matériel destiné au rétablissement de l'ordre public.
- Renault Master aménagé pour pouvoir transporter 6 à 7 fonctionnaires de Police et du matériel destiné au rétablissement de l'ordre public.
- Volkswagen Passat Break & Berline sérigraphie CSI / BAC.
- Volkswagen Sharan sérigraphie CSI / BAC.

Motos (sérigraphiées/banalisées)
- Yamaha TDM 900
- Yamaha Tracer 900
- BMW R1250 GS
- BMW 750 GS

## Historique
La première compagnie de sécurisation avait été installée à Paris le 8 décembre 2003 par Nicolas Sarkozy, alors ministre de l'intérieur, au sein 
de la Direction de la Police Urbaine de Proximité, sous la responsabilité du préfet de police. Appelée à se développer, elle était initialement composée de 150 personnels. À l'époque, outre ses interventions pour sécuriser les quartiers, il était indiqué que la compagnie était également susceptible d'intervenir ponctuellement dans le cadre des plans anti-vols à main armée, ou d'opérations conjointes de contrôles routiers avec les services des douanes au titre de la lutte contre divers trafics. La Compagnie de sécurisation de Paris fut employée, souvent aux avant-postes d'une compagnie CRS, par exemple lors des manifestations anti-CPE en février-avril 2006, des événements de la Gare du Nord en mars 2007, des émeutes de Villiers-le-Bel en septembre 2007 ou pour le dispositif de sécurité du parcours de la flamme olympique en avril 2008.
Une nouvelle Compagnie de sécurisation comprenant 113 personnels a été installée à Bobigny le 30 septembre 2008, dans le cadre du plan de cohésion pour la Seine-Saint-Denis précédemment annoncé,,. Cette compagnie se déploiera également à Raincy, Saint-Ouen, Villetaneuse et Noisy-le-Sec. Elle est aussi susceptible d'intervenir en cas d'émeutes dans d'autres régions. Cette compagnie est dotée d'une quarantaine de véhicules et de motos. Elle devrait être transférée à Aulnay-sous-Bois en 2009.
La compagnie de sécurisation, modèle Bobigny, est composée de fonctionnaires de police volontaires, spécialement formés à la polyvalence, la réactivité, la mobilité et la connaissance du terrain. Ils sont aussi particulièrement formés aux violences urbaines. Leurs particularités sont d'être équipés de lanceur de balle de défense et de Taser, ainsi que de mini-caméras clipées à l'uniforme des chefs de patrouille qui testeront ce nouveau moyen pour collecter les preuves. Comme pour la compagnie parisienne, les policiers opèrent aussi bien en civil qu'en uniforme et l'unité dispose de véhicules et de motos.
C'est pourquoi la création des Compagnies de sécurisation semblait aller de pair avec la création des Unités Territoriales de Quartier (UTeQ) appelées à se développer simultanément mais qui ont connu un coup d'arrêt en août 2010 avec leur remplacement par des BST.
Ainsi, ces compagnies se sont implantées dans les départements les plus sensibles, mais à même d'intervenir dans les départements voisins. Ce dispositif a mené à la création de CSI dans la Val d'Oise, les Yvelines, l'Essonne et la Seine-et-Marne mais également en province comme à Marseille, Toulouse et Strasbourg.
En 2024 une différence s'est progressivement faite entre les CSI parisiennes et celles de province qui étaient rattachées à la Direction centrale de la sécurité publique (depuis renommée Direction nationale de la sécurité publique).
Auparavant ces CSI s'apparentaient à des CDI (Compagnie départementales d'intervention) donc davantage des unités lourdes spécialisées dans le maintien de l'ordre mais depuis peu, et dans le but d'uniformiser les unités, les CSI de province se renomment progressivement Compagnie d'intervention (CI) et demeurent des unités maintien de l'ordre.
À la préfecture de police de Paris les CSI gardent leur appellation et se spécialisent dans l'anti-criminalité, la lutte contre les violences urbaines, l'intervention dans le cadre de tueries de masse, les interpellations à domicile et le travail d'enquête en initiative, opérant ainsi comme les BAC-N (brigades anti-criminalité départementales de nuit), étant comme elles sous la direction de la SDSS (sous-direction des services spécialisés).
Ainsi progressivement, les CSI de Toulouse, Strasbourg, Marseille, des Yvelines, de l'Essonne, du Val d'Oise et de Seine-et-Marne n'en sont plus.